# Hydroglyphus milkoi
Hydroglyphus milkoi är en skalbaggsart som först beskrevs av Omer-cooper 1931.  Hydroglyphus milkoi ingår i släktet Hydroglyphus och familjen dykare. Inga underarter finns listade i Catalogue of Life.